# Corporación Voz de Galicia
La Corporación Voz de Galicia (anteriormente, Grupo Voz), es el principal grupo gallego de medios de comunicación, con una audiencia diaria que sobrepasa el millón de personas. El primer presidente de la Corporación Voz y editor honorario de La Voz de Galicia, Santiago Rey Fernández-Latorre, falleció el 28 de agosto del 2024, nombrando heredera del grupo de empresas a la Fundación Santiago Rey Fernández-Latorre. Según sus disposiciones testamentarias, la Fundación presidida por Lois Blanco Penas (1968, Melide, La Coruña) es la encargada de dar continuidad al legado empresarial y editorial de La Voz. La sucesión se completó en octubre del 2024 cuando los órganos de gobierno de la Corporación Voz de Galicia designaron a Lois Blanco nuevo presidente del grupo.
El diario La Voz de Galicia, fundado en 1882, constituye el germen de la Corporación Voz de Galicia. La división de prensa está formada por La Voz de Galicia, tercer diario de España en audiencia y líder en la comunidad gallega tanto en su edición impresa como en línea, y el digital www.lavozdeasturias.es. En la división de radio, la Corporación Voz de Galicia apuesta por la cercanía al oyente a través de las emisoras de RadioVoz. Por su parte, Voz Audiovisual se ha consolidado como una de las productoras más activas en el panorama audiovisual español. 
Creada en 1991 dentro de la Corporación Voz de Galicia, la empresa de demoscopia Sondaxe analiza la realidad social a través de encuestas, estudios de mercado y demás investigaciones sociológicas. En 1999 se pone en marcha Canal Voz, una sociedad de contenidos digitales.
La Corporación Voz de Galicia también cuenta con otras empresas de servicios como Distribuidora Gallega de Publicaciones y Galicia Editorial, la planta de impresión con mayor capacidad de la comunidad donde se imprime La Voz de Galicia así como otros diarios y productos editoriales.
La Fundación Santiago Rey Fernández-Latorre fue constituida el 7 de noviembre de 1997 y refundada en 2001 para dar continuidad a la propiedad y a la línea editorial de La Voz de Galicia y de su grupo de empresas de comunicación. Según recogen sus estatutos, su objetivo es “fomentar el conocimiento y difusión de la cultura, especialmente a través de los medios de comunicación en cualquiera de sus soportes, y contribuir al estudio, investigación, defensa y creación de medios de comunicación en Galicia”. 